# Adaptacija (2002.)
Adaptacija (eng. Adaptation.) je američka filmska satira iz 2002. godine u režiji Spikea Jonzea. Scenarij je napisao Charlie Kaufman. Priča se vrti oko njegovog problematičnog pisanja adaptacije scenarija za knjigu "Kradljivac orhideja".

## Ekipa
Redatelj: Spike Jonze
Scenarist: Charlie Kaufman prema knjizi Susan Orlean
Glumci: Nicolas Cage, Meryl Streep, Chris Cooper, Cara Seymour, Tilda Swington, Brian Cox

## O filmu
Hvaljena druga suradnja redatelja Spikea Jonzea i scenarista Charlieja Kaufmana.
Charlie Kaufman se smatra jednim od najboljih hollywoodskih scenarista. Posebnost filmova snimljenih po njegovom scenariju je ta da uspijeva uvjeriti ljude da se to sve zbilja događa. 
Likovi Charlieja Kaufmana i Susan Orlean iz filma zbilja postoje (Scenarist filma je Charlie Kaufman, a film je snimljen po romanu Susan Orlean). Radnja pokazuje proces adaptiranja knjige Susan Orlean, The Orchid Thief (Kradljivac orhideja).

## Radnja
Charlie Kaufman (Nicolas Cage) je scenarist koji pokušava adaptirati knjigu Susan Orlean (Meryl Streep) Kradljivac orhideja (napravljenu prema istinitom događaju) i to mu ne polazi za rukom. Kradljivac orhideja je priča o ekscentričnom John Larocheu (Chris Cooper), kradljivcu i preprodavaču rijetkih orhideja. Za to vrijeme Charlijev brat blizanac Donald (također Nicolas Cage), kojemu sve ide od ruke, također pokušava postati scenarist. Charlie se kroz knjigu zaljubljuje u Susan. Kad, misleći da će razgovor s njom pomoći adaptiranju, otkrije da se ona još viđa s Johnom Larocheom kojeg lovi policija, radnja se zakomplicira.

## Nagrade
2 osvojena Zlatna Globusa (najbolji sporedni glumac Chris Cooper, sporedna glumica Meryl Streep) i 4 nominacije (najbolji film komedija ili mjuzikl, režija, scenarij, glumac u komediji ili mjuziklu Nicolas Cage).
Osvojen Oscar (najbolji sporedni glumac Chris Cooper) i 3 nominacije (najbolji scenarij, glavni glumac Nicolas Cage, sporedna glumica Meryl Streep).

## Analiza
Iako veoma neobičan, ovaj film je smatran odličnim. Film prikazuje radnju iz knjige i pokušaje Charlieja Kaufmana da tu knjigu adaptira. Na kraju se te dvije radnje stapaju u jednu otkrićem da se Susan Orlean još viđa s Johnom Larocheom koji ju je fascinirao. Film počinje pokazivanjem rada Charlie Kaufmana na filmu Biti John Malkovich. Za one neupućene u svijet filma, taj film zbilja postoji. Charlie Kaufman je napisao scenarij, a Spike Jonze režirao (to je da prva suradnja). Film je koncipiran tako da gledatelja uvjeri da su se događaji prikazani u filmu zbilja dogodili.
Adaptacija je u biti poruga na hollywoodske blockbustere. Knjiga Kradljivac orhideja je u biti veoma, veoma dosadna i to je više puta prikazano u filmu. Charlie pokušava ne uljepšavati knjigu i ne ubacivati akcijske dijelove, iako svojim ubacivanjem u radnju knjige to sve napravi. Tu je i Charliev brat blizanac Donald koji napiše potpuno glup scenarij za kojeg Charlie misli da nikad neće uspjeti, što se ipak dogodi. Charlie je frustriran svojim životom, neuspjehom kod žena, neuspjehom u adaptaciji knjige i time što je Donald, iako potpun amater bolji od njega, kao i uostalom u svemu u životu.